# Indirizzo portoghese
Albums de Patrizia Laquidara
Para você querido Caé
(2001) Funambola
(2007)
Indirizzo portoghese est le deuxième album de Patrizia Laquidara, sorti en 2003 et publié par Virgin Records / Genius Records.

## Titres
1. Mielato - 3.16 - (P. Laquidara - A. Canto, Bungaro)
2. Indirizzo portoghese - 3.31 - (P. Laquidara - P. Laquidara, A. Canto)
3. Caotico - 3.14 - (P. Laquidara - A. Canto)
4. Dentro qui - 3.55 - (P. Laquidara - A. Canto, P. Laquidara)
5. Sciroppo di mirtilli - 3.58 - (P. Laquidara - A. Canto)
6. Kanzi - 3.40 - (P. Laquidara - D. Sarno, Bungaro)
7. Agisce - 3.36 - (P. Laquidara - Bungaro)
8. Le rose - 3.14 - (G. Lapi - F. Mesolella, F. Spinetti)
9. Essenzialmente - 2.51 - (P. Laquidara - P. Baù)
10. Per causa d'amore - 3.35 - (Kaballà - M. Venuti)
11. Uirapuro - 2.56 - (H. Valdemar)
12. Lividi e fiori - 3.54 - (A. Romanelli, P. Laquidara - Bungaro, P. Laquidara)
13. Cu cu rru cu cù paloma - 3.45 - (T. Méndez)

## Singles
- Indirizzo portoghese
- Agisce, aussi en version portugaise (Age), a été utilisé dans une émission radio sur Rai Radio Uno.
- Lividi e fiori, avec qui Patrizia Laquidara a participé au Festival de Sanremo en 2003, en gagnant le Prix Mia Martini de la critique et aussi le Prix Alex Baroni pour la meilleure interprétation.
- Per causa d'amore, utilisé aussi dans un vidéo musical.

## Curiosités
La chanson Kanzi a été inspirée par le bonobo intelligent au même nom, etudié à l'Université de la Géorgie.